# 美波 (シンガーソングライター)
美波（みなみ、1997年9月14日 - ）は、日本のシンガーソングライター。所属レコード会社はワーナーミュージック・ジャパン。

## 経歴

### デビュー前
中学生の頃にみた尾崎豊のライブ映像（「太陽の破片」）に刺激を受け、作詞を始める。高校進学後にギターを購入してから作曲も行い、本格的な音楽活動を開始する。
2017年、ファーストミニアルバム『Emotional Water』及びファーストシングル『main actor』をリリース。渋谷・札幌・仙台・名古屋・大阪・広島・福岡のタワーレコードにて限定販売された。
同年8月24日、渋谷eggmanにて初のワンマンライブを開催。10代でワンマンライブを開催するという夢を実現したことから「Emotional Water 〜my teen finale〜」というライブタイトルであった。
アニメ音楽レーベル・FlyingDogが主催する「第2回フライングドッグオーディション」でグランプリを受賞し、2018年2月21日、渋谷eggmanにて開催した2度目のワンマンライブ「ETERNAL BLUE」にて、同レーベルよりメジャーデビューすることを発表。さらに同ワンマンライブの追加公演として、初の大阪公演を開催することを発表。4月1日には南堀江knaveにて初の大阪公演「『ETERNAL BLUE』大阪 追加公演」を開催したが、メジャーデビューに伴う悩み等から最後まで歌いきることが出来ない結果となった。そのため8月18日に同会場にて再公演を開催することを決定。
8月18日に行われた再公演のタイトルは、前回のライブでの失敗の後悔から「ETERNAL BLUE 〜Never forget April〜」と発表された。
2018年夏のツアー「LILAC」を開催。自身にとっての初のツアーであり、名古屋・仙台・福岡・広島・沖縄・札幌・渋谷の全7会場を回った。ツアーファイナルとして、9月9日に渋谷CLUB QUATTROでワンマンライブを行った。
9月3日、エフエム北海道（AIR-G'）の『IMAREAL』にて、初のラジオ生出演。10月8日開催の「THE GREAT SATSUMANIAN HESTIVAL 2018」に出演。初のフェス出演となる。11月3日・4日に、渋谷eggman及び渋谷WWWにて、2daysワンマンライブ「アメヲマツ、」を開催。当初、この2daysワンマンがメジャーデビュー前最後のライブであり「いろんな感情的意味でのラストライブ」と報告されていたが、応募が殺到したため、急遽、大阪にて同ワンマンライブの追加公演が決定。
12月4日、大阪MUSEにて「『アメヲマツ、』大阪 追加公演」の開催が予定されていたが、本人の体調不良により本人・スタッフ間で協議した結果開催中止となり、当日の物販のみ開催された。

### デビュー後
2019年1月放送開始のテレビアニメ『ドメスティックな彼女』のオープニング主題歌「カワキヲアメク」を担当することが決定。本人は「他とは違うのよって感じを見せたい時、そんな時があったなと書きました。それが何故かは分からなかったのですが、結局そんな事してるとなかなか幸せやってこないなと気付きました」と語っている。2019年1月30日にメジャーデビューシングル『カワキヲアメク』をリリースし、オリコン週間デジタルアルバムランキング1位 (週間CDシングルランキング14位) を獲得した。
2019年春のツアー「カワキヲアメク」の開催決定。メジャーデビューして初のライブであり、初のワンマンツアーでもある。福岡・広島・仙台・札幌・渋谷・名古屋・大阪・沖縄の全8会場を回る。
2024年3月30日には、初の日本武道館公演『美波 JOYINT in Nippon Budokan』を開催。

## 人物
- 主に関東を拠点として活動している。またライブ配信アプリ・ツイキャスにて弾き語りやオリジナルソングを配信している。
- ファンと身近で親しみやすい存在であることを大切にしており、Twitterでのやり取りやツイキャスでの配信におけるリスナーとの交流も行っている。ツイキャスでは、誕生日のリスナーにバースデーソングを歌うなど、ファンとの距離感を大切にしている。
- 本人曰く「絶対意志は曲げない頑固人間」であり、自らの個性を大切にしている。
- ライブ以外では素顔を露出せず、公式プロフィール画像ではイラストを使用している。
- 心系シンガーソングライターを自称しており、初対面の人には明るい人で良かったと言われることが多い。

## 使用楽器
- 主にギターを使用。MartinのGPC-Auraを愛用している[23]。さらに、プリアンプとしてFISHMANのAuraを搭載している[23]。現在はMartin OO-28 をメインに使用している。
- ギターの弦はエリクサー・ストリングス（英語版）のフォスファーブロンズ弦のカスタムライトに、より滑るようにFAST FRETを塗って使用している[23]。
- 本人曰く「ギターは、たくさん練習して引き倒して長年使って湿気が抜けてきてから初めて本当のめちゃくちゃいい音が出る」[23]。

## ディスコグラフィ

### シングル

#### 配信シングル
|                    | 発売日             | タイトル           | 初出アルバム       |
| Warner Music Japan | Warner Music Japan | Warner Music Japan | Warner Music Japan |
| ------------------ | ------------------ | ------------------ | ------------------ |
| 1st                | 2020年7月1日       | アメヲマツ、       | DROP               |
| 2nd                | 2022年11月11日     | グッドラッカー     | LOSE LOOSE Day     |
| 3rd                | 2023年1月27日      | ルードルーズダンス | LOSE LOOSE Day     |

### 参加作品
| 発売日         | アーティスト名     | タイトル                                                 |
| -------------- | ------------------ | -------------------------------------------------------- |
| 2022年10月14日 | MAISONdes          | アイウエ feat. 美波, SAKURAmoti                          |
| 2022年11月29日 | 美波、大橋ちっぽけ | 水星 × 今夜はブギー・バック nice vocal meets Yuri on ICE |

### 楽曲提供
- 月村手毬（小鹿なお）
  - 「Luna say maybe」（作詞・作曲）

## タイアップ一覧
| 起用年 | 楽曲                            | タイアップ                                             |
| ------ | ------------------------------- | ------------------------------------------------------ |
| 2019年 | カワキヲアメク                  | テレビアニメ『ドメスティックな彼女』オープニングテーマ |
| 2022年 | アイウエ feat. 美波, SAKURAmoti | テレビアニメ『うる星やつら』オープニングテーマ         |
| 2023年 | ルードルーズダンス              | アニメ『終末のワルキューレII』オープニングテーマ       |
| 2024年 | Good Morning                    | テレビ朝日『グッド!モーニング』番組テーマソング        |

## ミュージックビデオ
| タイトル             | 公開日         |
| -------------------- | -------------- |
| 正直日記             |                |
| Eternal Blue         |                |
| main actor           | 2018年2月21日  |
| ライラック           | 2018年6月12日  |
| ホロネス             | 2018年8月3日   |
| Monologue            |                |
| Prologue             |                |
| カワキヲアメク       | 2019年1月29日  |
| アメヲマツ、         | 2020年6月30日  |
| DROP                 | 2021年7月22日  |
| この街に晴れは来ない | 2022年1月21日  |
| グッドラッカー       | 2022年11月11日 |
| ルードルーズダンス   | 2023年1月27日  |
| ブルーグラス         | 2023年3月22日  |
| タイムグラム         | 2023年6月27日  |
| Good Morning         | 2024年10月3日  |
| 水中リフレクション   | 2024年12月1日  |